# Jonas Bager
Jonas Bager, född 18 juli 1996 i Hadsten, är en dansk fotbollsspelare som spelar för IFK Göteborg. Han har tidigare spelat för bland annat belgiska Union SG och Royal Charleroi.